# Generación mutante
Generación mutante es el segundo álbum de estudio de la banda argentina de heavy metal Logos, publicado en el año 1995 por DBN.

## Lista de canciones
| N.º | Título                    | Escritor(es)                     | Duración |  |
| 1.  | «Arden en el cielo»       | Alberto Zamarbide, Miguel Roldán | 3:05     |  |
| 2.  | «Asesinos de la memoria»  | Zamarbide, Roldán                | 3:24     |  |
| 3.  | «¿Quién dijo?»            | Zamarbide, Adrián Cenci          | 3:11     |  |
| 4.  | «Cuando asecha la maldad» | Roldán                           | 6:23     |  |
| 5.  | «Decide por ti mismo»     | Zamarbide, Roldán                | 3:08     |  |
| 6.  | «Juana Azurduy»           | Félix Luna, Ariel Ramírez        | 4:09     |  |
| 7.  | «Necios»                  | Roldán                           | 3:48     |  |
| 8.  | «Muerte sin gloria»       | Zamarbide, Roldán                | 4:40     |  |
| 9.  | «Lejos de casa»           | Roldán                           | 3:12     |  |
| 10. | «Generación mutante»      | Roldán                           | 4:18     |  |

## Créditos
- Alberto Zamarbide - Voz
- Miguel Roldán - Guitarra y Bajo
- Adrián Cenci - Batería

Músicos adicionales
- José Amurín: Bajo en «Juana Azurduy».